# Kateřina, korunní princezna srbská
Kateřina, korunní princezna jugoslávská (rozená Batisová, řecky: Μπατής; * 13. listopadu 1943, Atény), je manželka Alexandra, korunního prince jugoslávského.

## Život
Kateřina plynně hovoří řecky, anglicky, francouzsky a srbsky. Studovala v Aténách a v Lausanne. Později studovala ekonomii na Univerzitě v Denveru a na Univerzitě v Dallasu a poté několik let pracovala v USA ve svém oboru.
25. listopadu 1962 se provdala za Jacka W. Andrewse, s nímž měla dvě děti, Davida a Alison. V téže době cestovala a žila mj. v Austrálii, Africe a opět v USA. 7. prosince 1984 se s manželem rozvedla.
Roku 1984 se seznámila s následníkem srbského trůnu, princem Alexandrem Karađorđevićem, svým pozdějším druhým manželem. Civilní sňatek se uskutečnil v Londýně 20. září 1985 a církevní obřad o den později v chrámu svatého Sávy Srbské pravoslavné církve v Notting Hill.
Jako korunní princezna věnovala Kateřina velkou část svého času na charitativní činnosti, zejména na pomoc po válce v Jugoslávii. Byla patronkou různých humanitárních organizací včetně Lifeline Humanitarian Organization. Roku 2001 založila Nadaci Její královské Výsosti korunní princezny Kateřiny.
Roku 1991 odcestovala se svými syny do Bělehradu, kde je nadšeně přivítaly statisíce lidí, kteří sympatizují s obnovením parlamentní monarchie v čele s královskou dynastií Karađorđevićů.
17. července 2001 po demokratické revoluci v Srbsku, převzali korunní princ, korunní princezna, Petr, dědičný princ srbský, princ Filip a princ Alexandr rezidenci v královském paláci v Bělehradě.